# Антрим (графство)
Графство Антрим (на английски: County Antrim – Каунти Антрим, на ирландски: Contae Aontroma) е едно от традиционните графства в Ирландия. Намира се в провинцията Ълстър и е част от Северна Ирландия. Графството е наречено на града Антрим (Aontroim).
Покриващо площ от 2844 км2, графство Антрим има население от приблизително 616 хиляди души, повечето от които живеят около столицата Белфаст. Долчинките на Антрим предлагат отдалечен скалист пейзаж, а Великанската пътека е уникално скално образувание и част от световното наследство на ЮНЕСКО. Градът Портръш е известен морски курорт с разнообразен нощен живот. По-голямата част от столицата на Северна Ирландия Белфаст се намира в графство Антрим, а останалата част – в Даун.